# Cardanus (Mondkrater)
Cardanus ist ein Einschlagkrater am westlichsten Rand der Mondvorderseite, ist daher wenn überhaupt, dann nur stark verzerrt von der Erde aus sichtbar.
Er liegt südlich des Kraters Krafft in der Ebene des Oceanus Procellarum.
Zwischen Cardanus und Krafft verläuft die Kraterkette Catena Krafft.
Cardanus weist einen relativ scharf ausgeprägten, etwas unregelmäßigen Kraterrand mit mehrfach terrassiertem Innenwall auf.
Südlich von Cardanus verläuft in ostwestlicher Richtung die Mondrille Rima Cardanus.
| Buchstabe | Position           | Durchmesser | Link |
| --------- | ------------------ | ----------- | ---- |
| B         | 11,42° N, 73,94° W | 13 km       |      |
| C         | 11,16° N, 76,26° W | 14 km       |      |
| E         | 12,78° N, 70,77° W | 6 km        |      |
| G         | 11,49° N, 74,99° W | 8 km        |      |
| K         | 14,11° N, 77,01° W | 8 km        |      |
| M         | 14,87° N, 77,27° W | 9 km        |      |
| R         | 12,25° N, 73,47° W | 21 km       |      |

Der Krater wurde 1935 von der IAU nach dem italienischen Mathematiker Gerolamo Cardano offiziell benannt.